# Greg Norman Holden International
Acht jaar lang was de Greg Norman's Holden Classic, later bekend als de Greg Norman Holden International, een golftoernooi van de Australaziatische PGA Tour. In 2000 en 2001 telde het toernooi ook mee voor de Europese PGA Tour.

## Winnaars
| Jaar                             | Baan                         | Winnaar                      | Score                        |
| Greg Norman’s Holden Classic     | Greg Norman’s Holden Classic | Greg Norman’s Holden Classic | Greg Norman’s Holden Classic |
| -------------------------------- | ---------------------------- | ---------------------------- | ---------------------------- |
| 1993                             | The Lakes Golf Club          | Curtis Strange               | 274                          |
| 1994                             | Royal Melbourne Golf Club    | Anthony Gilligan             | 274                          |
| 1995                             | The Lakes Golf Club          | Craig Parry                  | 276                          |
| 1996                             | Royal Melbourne Golf Club    | Peter Senior                 | 281                          |
| 1997                             | geen toernooi                | geen toernooi                | geen toernooi                |
| Greg Norman Holden International |                              |                              |                              |
| 1998                             | The Australian Golf Club     | Greg Norman                  | 272                          |
| 1999                             | The Lakes Golf Club          | Michael Long                 | 283                          |
| 2000                             | The Lakes Golf Club          | Lucas Parsons                | 273                          |
| 2001                             | The Lakes Golf Club          | Aaron Baddeley               | 271                          |

## Play-off
In 2001 versloeg Baddeley de Spanjaard Sergio García met een birdie op de eerste extra hole.